# Ghani Iliaev
Ghani Iliaev, né le 21 février 1916 à Tachkent et mort en 1991 à Chymkent, est un artisan soviétique kazakh qui fut membre de l'Union des artistes de l'Union soviétique à partir de 1957.

## Biographie

### Famille et études
Ghani Iliaev, fils d'Ilia et de Khanimkul, naît dans une famille faisant partie de l'intelligentsia kazakhe. Son frère Abil Iliaev était un proche conseiller du président du comité électoral du Turkestan et également l'un des rédacteurs en chef du journal Enbekshi. On trouve aussi parmi les fréquentations de son frère Abil de nombreux lettrés kazakhs comme Saken Seïfoulline, Bejimbet Mailin, Moukhtar Aouézov, Ilias Jansugurov et bien d'autres. Khalil, frère cadet de la famille, est mathématicien et occupe des fonctions dans le système éducatif en Asie centrale. Sa sœur Makhuba fait, elle, partie des premières femmes kazakhes à recevoir une éducation à Moscou. À l'issue des purges staliniennes des années 1930, il perd son père ainsi que ses deux frères.
Son éducation se fait lors d'une période où le mode de vie nomade traditionnel kazakh est remis en cause. La vie spirituelle kazakhe est également remise en cause par le modèle soviétique. Il entre au collège kazakh de Tachkent en 1928, puis étudie entre 1932 et 1936 dans la classe d'Alexandre Volkov à l'école d'art de la même ville. En parallèle, il travaille dans l'atelier du peintre Oural Tansikbayev de 1934 à 1937.
Sa vie de jeune artiste connaît une parenthèse entre 1941 et 1945 où il est mobilisé dans le cadre de la Grande Guerre patriotique. Il est formé au combat et participe notamment à la Bataille du Dniepr puis à la libération de Kiev. Il reçoit à la fin du conflit l'Ordre de la Guerre patriotique, la médaille « pour le mérite au combat » ainsi que la médaille « pour la victoire sur l'Allemagne ».

### Après-guerre
De retour au Kazakhstan, il forme à Alma-Ata, avec d'autres artistes kazakhs, le département kazakh des beaux-arts (KazIZO), un collectif qui sera actif jusqu'en 1957. Cette même année, il est admis dans l'Union des artistes de l'Union Soviétique avec l'appui du peintre Abilkhan Kasteyev. L'année suivante, dans le cadre des « dix jours de la littérature et des arts kazakhs », 88 de ses œuvres sont exposées à Moscou et 40 d'entre elles sont achetées par le ministère de la culture de l'Union Soviétique. En 1959, il est élu membre du conseil d'administration de l'Union des artistes du Kazakhstan. Il expose ses œuvres à plusieurs reprises à Chymkent en 1962 et 1970 et à Alma-Ata en 1964, 1971 et 1978. Il effectue également un voyage en Égypte en 1965, puis un second au Japon en 1971.
Dès 1945, il s'installe à Chymkent et fonde en 1960 l'école d'art de la ville dont il devient le directeur. De 1945 à 1960, il est directeur d'atelier où il fabrique des syrmaks, alashas et diverses autres pièces de tapisseries traditionnelles. Son atelier produit aussi des tissus ornementaux destinés aux Bachkirs, environ 15.000 unités sont produites.
De son vivant, en 1984, le réalisateur Rymbek Alpiev dédie un film documentaire au travail d'Iliaev. Son nom est aussi répertorié dans la grande encyclopédie de la République socialiste soviétique kazakhe.
Ghani Iliaev meurt en 1991. L'année suivante, la rue où vivait l'artiste est renommée Rue Ghani Iliaev et un buste lui est érigé. À l'occasion des 100 ans de la naissance de l'artiste, une exposition d'environ 90 œuvres est inaugurée à Almaty au musée d'État des arts en présence de son fils, Sultan Iliaev. Plus de 500 des œuvres d'Iliaev sont aujourd'hui la propriété de l'État kazakh.